# Irgiz (řeka)
Irgiz (rusky Иргиз) je řeka v Aktobské oblasti v Kazachstánu. Je 593 km dlouhá. Povodí má rozlohu 31 600 km².

## Průběh toku
Pramení na východních svazích Mugodžaru. Ústí zprava do řeky Torgaj.

## Vodní stav
V létě se na oddělených úsecích především na dolním toku přerušuje a voda zůstává pouze v izolovaných jezírkách. Na horním toku je voda v řece sladká a směrem k dolnímu toku se stává mírně slanou. Zdrojem vody jsou převážně sněhové srážky. Průměrný roční průtok v ústí je 7,56 m³/s. Zamrzá v listopadu a rozmrzá ve druhé polovině dubna.